# Valdeprados
Valdeprados ist eine Gemeinde in der spanischen Provinz Segovia. Sie liegt im Süden der Autonomen Region Kastilien und León, an der Nordwestabdachung der Sierra de Guadarrama. Sie hat 60 Einwohner (Stand: 2024). Neben Valldeprados gehört die Ortschaft Guijasalbas zur Gemeinde.

## Geographie
Valdeprados liegt etwa 18 Kilometer südwestlich vom Stadtzentrum von Segovia in einer Höhe von ca. 985 m. 
Valdeprados befindet sich innerhalb der Zone des kontinentalen mediterranen Klimas.

## Bevölkerungsentwicklung
| Jahr      | 1970 | 1981 | 1991 | 2001 | 2011 | 2021 |
| Einwohner | 117  | 60   | 43   | 56   | 88   | 70   |

## Sehenswürdigkeiten
- Eulalienkirche (Iglesia de Santa Eulalia de Mérida)

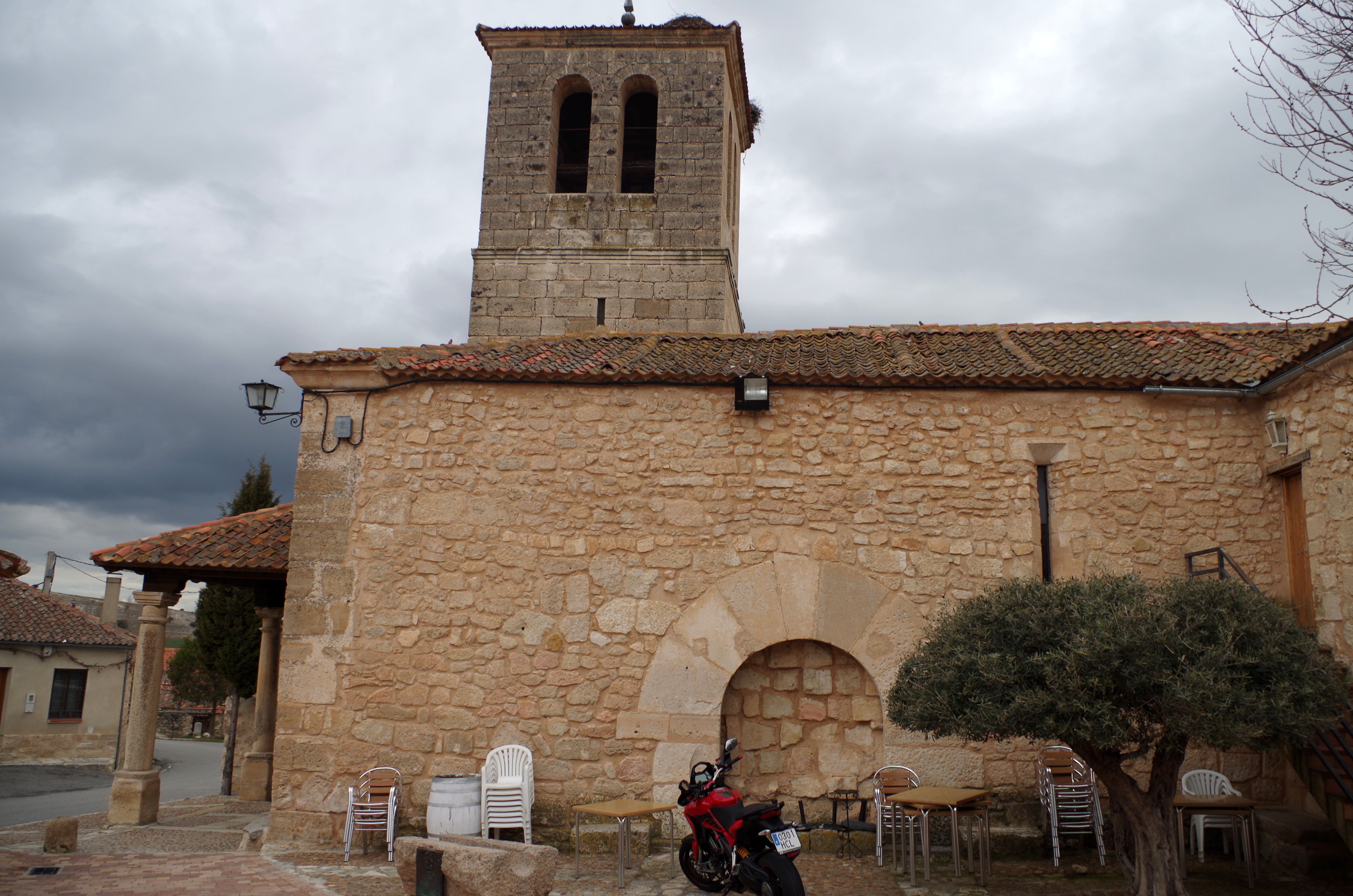
Eulalienkirche